# フサナキリスゲ
フサナキリスゲ（学名: Carex teinogyna）はスゲ属の植物。ナキリスゲに似ていて、渓流沿いに生育する。

## 特徴
密集して生える多年生の草本。匍匐枝は出さず、まとまった株を作る。花茎は高さ30-60cmになるが、先端は垂れる。葉は花茎と同程度までの長さで細く、幅は1.5-3mmほど。濃緑色で葉質は硬く、縁はざらつく。基部の鞘は濃褐色で繊維状に細かく裂ける。
花期は9-11月。花茎にはその先の方半ばほどの節毎に2-5個の小穂をつける。下の方のものほど互いに離れる傾向がある。小穂はすべて雄雌性、1つの小穂それぞれに先端に短い雄花部があり、それより下が雌花部になっている。小穂の基部にある苞は下方のものでは鞘があって葉身は葉状となっているが、上のものほど鞘が短くなり、葉身も小さくなって刺状にまでなる。小穂は短円形で長さ1-3cm。雄花鱗片、雌花鱗片は共に褐色で先端が鋭く尖る。果胞は長さ3.5-4mm、楕円形で稜の間には太い脈があり、表面に寝た毛が多い。嘴は長く、縁がざらつき、口の部分には2つの小さな歯状の突起がある。痩果は果胞に密に包まれ、卵形で長さ1.5-2mm。柱頭は先端が2本に分かれ、全体は下方より長くて長さ5-10mmにも達し、また果胞が成熟する後まで残る。
和名は花序の姿に基づくと言うが、小穂の束を指すのか、その表面の雌しべの様を指すのかはよくわからない。

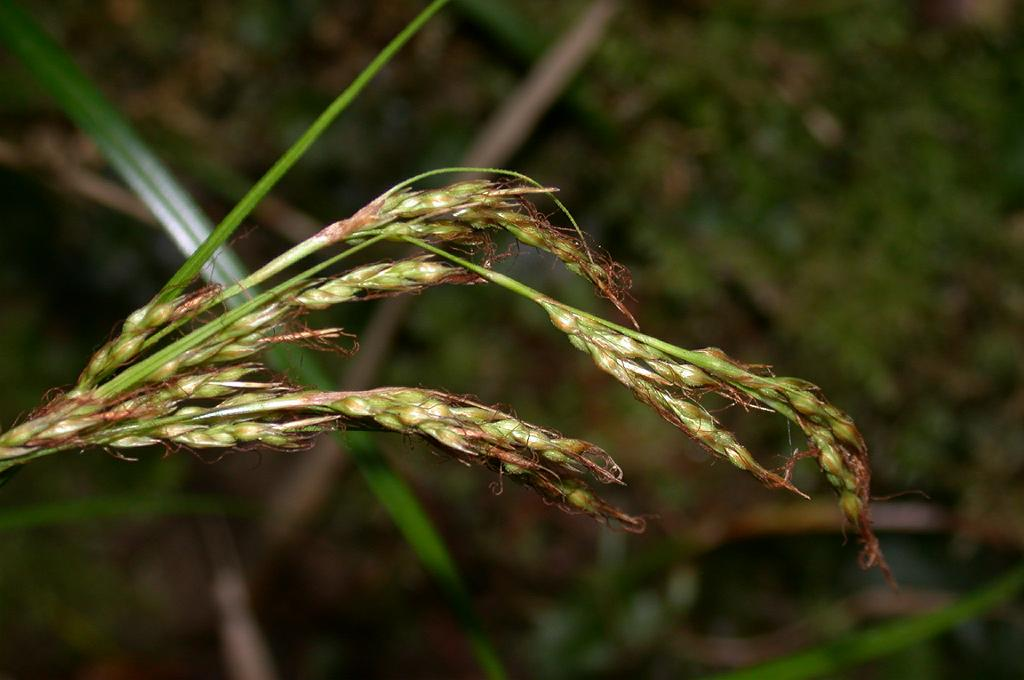
穂の拡大像

## 分布と生育環境
日本では本州の近畿地方以西、四国、九州、屋久島、種子島に分布し、国外では朝鮮、中国、東南アジアからインドにまで分布がある。
川岸に生える。より詳しくは渓流や滝周辺の岩場に生える。生育場所が増水時には水流に洗われるような場所であり、いわゆる渓流植物と思われ、セキショウやナルコスゲなどと共に生えているのを見ることが多い。

## 類似種など
本種は小穂が雄雌性で花茎の節から複数出ること、柱頭が2裂であること、秋に開花結実することなどからナキリスゲ節 Sect. Graciles にまとめられる。この節のものは日本に11種ほどがあり、いずれもよく似たものである。その中で本種は雌しべが長く残るのが独特で、小穂が褐色のもしゃもしゃした柱頭をまとっている姿で比較的容易に判別できる。同様に柱頭が宿在するものにムニンナキリスゲ C. hattoriana とチチジマナキリスゲ C. chichijimensis があるが、名前の通り、この2種は小笠原諸島の固有種である。
また本種は渓流植物として渓流沿いの岩の上に生育する点でも独特である。同様の場所に出るスゲ属のものとしてはナルコスゲ C. curvicollis もよく見かけるが、頂小穂が雄性で、雌性の側小穂では果胞が細長く、それらが花茎の先端に集まって付いている姿が独特で、しかもこの種は春に花が出るので、混同することはまずない。同じ節に所属するアマミナキリスゲ C. tabatae とオキナワヒメナキリ C. tamakii もやはり渓流の岩の上に生じるものであるが、それぞれ奄美大島と沖縄島・西表島の固有種であり、本種とは分布が重ならない。
渓流の水辺に出るスゲ属としてはタニガワスゲ C. forficula などもあるが、本種より遙かに大型である。その他、渓流沿いに出現するスゲ属は幾つもあるが、ナキリスゲ類は日本のスゲ属としては珍しい秋咲きなので、混同する恐れはまずない。秋咲きで水辺に生えるスゲにアキカサスゲ C. nemostachys があるが、この種は砂や泥の地に生え、またやや大柄で花茎が立つ点など、本種とはかなり外見が異なる。

## 保護の状況
環境省のレッドデータブックには取り上げられていないが、三重県、京都府、大阪府、徳島県、佐賀県、鹿児島県と6つの府県で指定がある。ただし徳島県で絶滅危惧I 類である他はそのレベルは高くない。